# Equipo de buceo
No confundir con Equipo de respiración autónoma

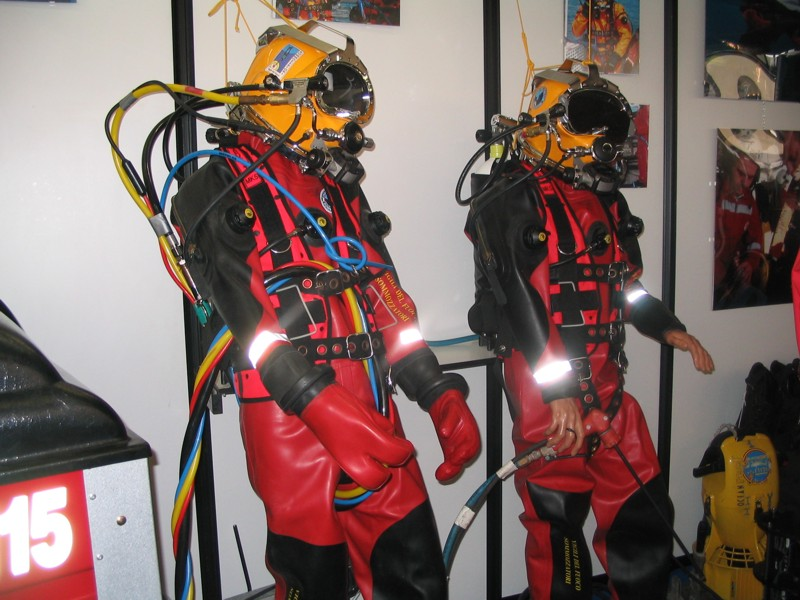
Equipos de buceo comerciales en una feria comercial

El equipo de buceo es el conjunto de dispositivos que un buceador utiliza para bucear. Los buceadores distinguen entre el equipo ligero y el equipo pesado, pero en cada inmersión se equipan con elementos provenientes de ambas categorías de equipo. En el equipo pesado se incluye la escafandra autónoma, que aunque sea un término poco utilizado por los buceadores designa al dispositivo que permite respirar bajo el agua con total independencia de la superficie. La escafandra autónoma está constituida por los dos elementos más esenciales de todo el equipo de buceo: la botella de gas respirable (ya sea aire comprimido o cualquier otra mezcla de gases respirables) y el regulador.

## Equipo básico
El equipo básico de buceo (también conocido como equipo ABC) utilizado por submarinistas y socorristas en aguas abiertas consta de una máscara de buceo con visor, un tubo y aletas. A diferencia de las gafas de natación, la máscara de buceo (también conocida como máscara de igualación de presión o gafas de buceo) cubre también la nariz, lo que permite igualar la presión interna de la máscara. La muesca nasal es flexible, lo que permite comprimir la nariz durante la maniobra de Valsalva. Estos dos métodos de igualación de la presión son esenciales para prevenir el riesgo de barotraumatismo. El equipo ABC es suficiente para el buceo con tubo y apnea, pero para el buceo con escafandra autónoma se requiere además un dispositivo de buceo con aire comprimido (scuba).

## Equipo ligero

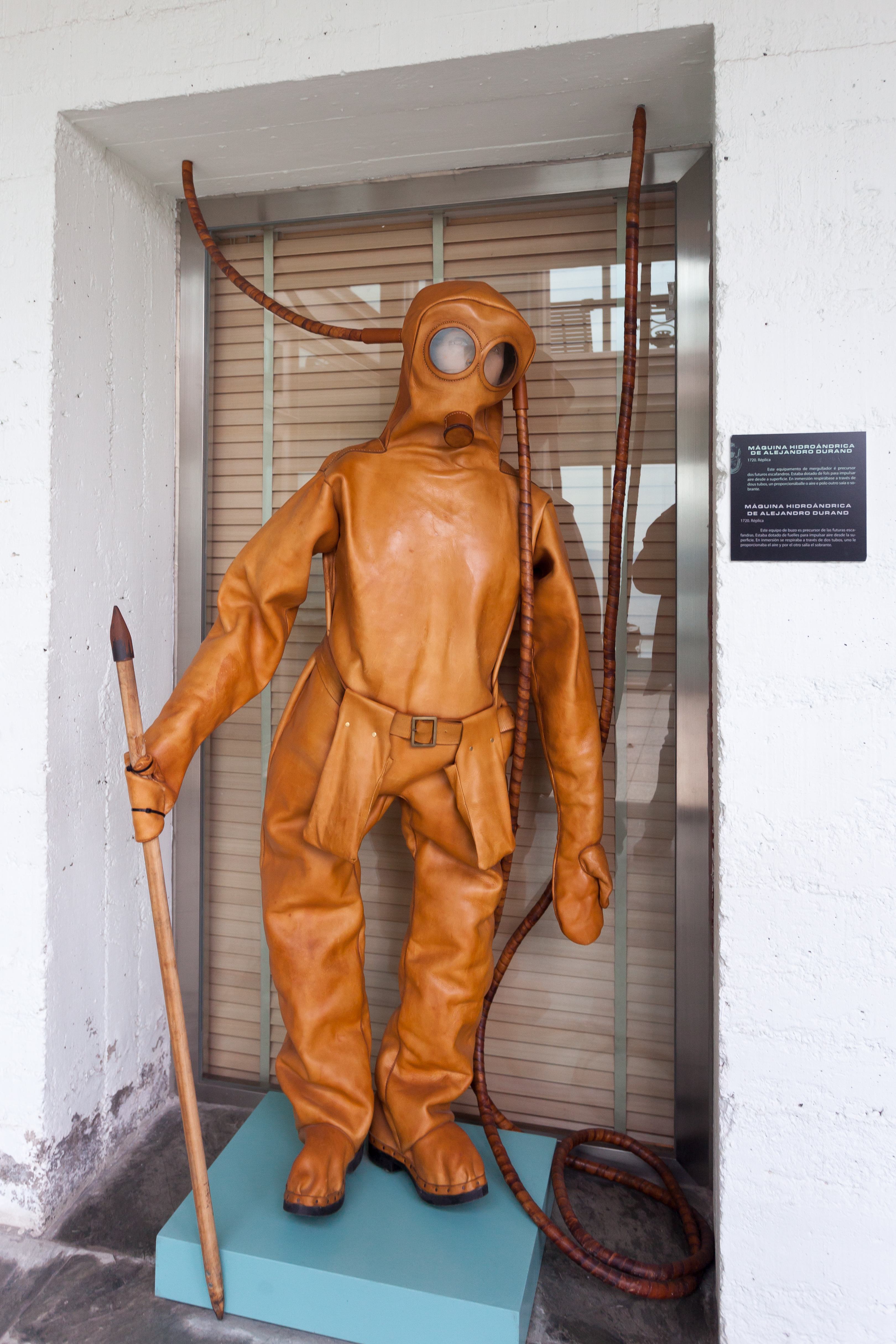
Antiguo equipo de buceo expuesto en el Museo del Mar de Galicia.

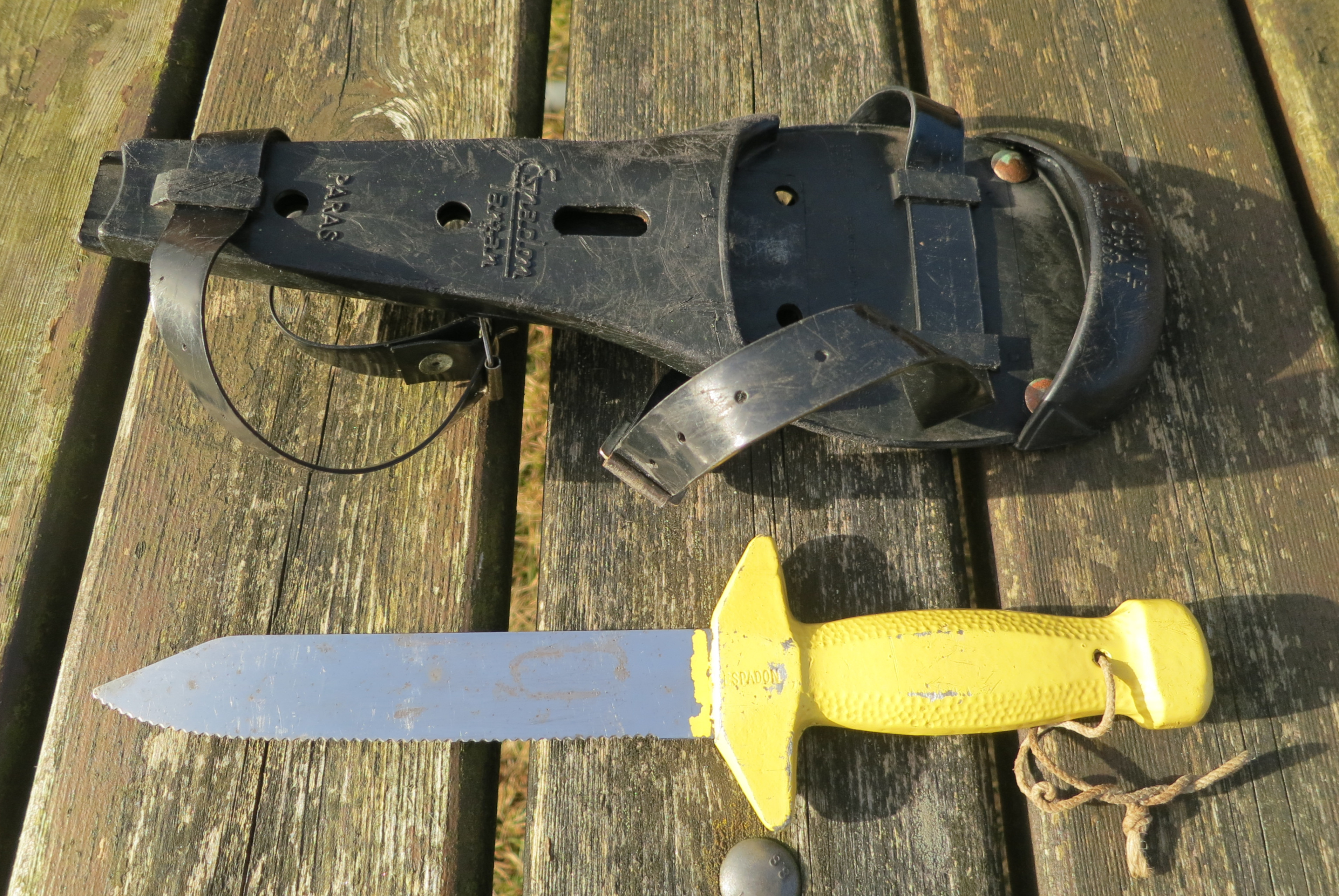
Un cuchillo para bucear.

Es el imprescindible y se considera que todo buceador debe tenerlo en propiedad; pero las bases de buceo lo suelen alquilar.
- Chaqueta: es la parte superior con una cinta en la espalda para pasarla por la entre pierna hasta la cremallera delantera para evitar movimientos.
- Capucha: puede ser un elemento accesorio; pero lo normal es que vaya incluida en la chaqueta.
- Chaleco: algunos buceadores gustan de llevar un chaleco de neopreno bajo la chaqueta, especialmente en invierno. Para otros es suficiente con una camiseta para conservar un poco más de calor.
- Pecho: cubre las piernas y el tronco, las partes del cuerpo humano que más calor pierden.
- Escarpines: protegen los pies de la pérdida de calor y algunos llevan suelos para poder caminar con ellos sin riesgos a romperlos con rocas o cristales.
- Guantes: protegen las manos del frío y posibles cortes al ablandarse la piel con el agua.
- Máscara: Elemento imprescindible para la visión subacuática. Sin ellas tendríamos un problema de refracción de la luz. (Veríamos como si fuéramos hipermétropes).

La máscara tiene que contar con una serie de factores:
- Su perímetro debe asentar correctamente sobre la cara, con una presión uniforme.
- El volumen interno de la máscara debe ser el adecuado, ya que un gran volumen requerirá de una buena cantidad de aire para equilibrar presiones en su interior o para vaciar de agua en caso de entrada.
- Debe englobar ojos y nariz, con el fin de poder insuflar aire para equilibrar presiones y para vaciar el agua.
- Imprescindible que podamos pinzar la nariz para realizar la maniobra de valsalva.
- El vidrio deberá ser templado e inastillable. (En el vidrio, impresa la palabra "Tempered" o "Safety" o una "T".
- Todo el entorno deberá contar con un doble faldón para una mejor estanqueidad y adaptación.
- El material suave y flexible siendo lo más frecuente la silicona hipoalergénica. Hay silicona negra y traslúcida, la cual nos proporcionará mayor luminosidad.
- El enganche de la tira de sujeción con hebillas de fácil manejo. La tira de sujeción dividida en la parte posterior para que adapte mejor a la zona occipital de nuestro cráneo.
- El aro que sujeta el vidrio al cuerpo de la máscara deberá ser rígido y de material resistente.
- Cinturón de lastre: es donde se acoplan las piezas de plomo para contrarrestar la flotabilidad entregada por el neopreno, aunque tiende a ser un elemento camino de sustitución por bolsas o acoples al jacket.
- Lastre: en principio consistía en varias piezas de plomo para el cinturón; pero posteriormente aparecieron otros tipos de lastre más cómodos.
- Cuchillo: útil para liberarse de cables o redes, hacer ruido con la botella o mover pequeñas piedras sin meter la mano.
- Aletas: ofrecen la posibilidad de desplazarse de una forma más cómoda y relajada.

Existen dos tipos de aletas en función de su sistema de sujeción:
- Cerradas: forma de zapatilla que cubre totalmente el pie. Admite una mejor sujeción al pie pero no admite escarpines gruesos.
- Ajustable o calzante: talón abierto y llevan una cincha unida con hebillas al cuerpo de la aleta.

Se fabrican diferentes longitudes y anchuras y elegiremos dependiendo nuestra actividad. Siendo de pala larga las recomendadas para snorkel y las de pala corta, ancha y dura para buceo autónomo.
- Tuba o tubo: También llamado tuba o snorkel. Sirve para respirar con la cabeza sumergida lo que nos hace la tarea de nado mucho más descansada. Escogeremos tubos que midan entre 30 a 35 cm de longitud y de diámetro de entre 2 a 2,5 cm . Las boquillas deben ser flexibles y de material hipoalergénico. El tubo será lo más liso posible en su interior para evitar que el agua quede retenida. Lo utilizaremos al lado izquierdo.

Enlace externo: Vídeo de explicación sobre el equipo ligero

## Equipo pesado

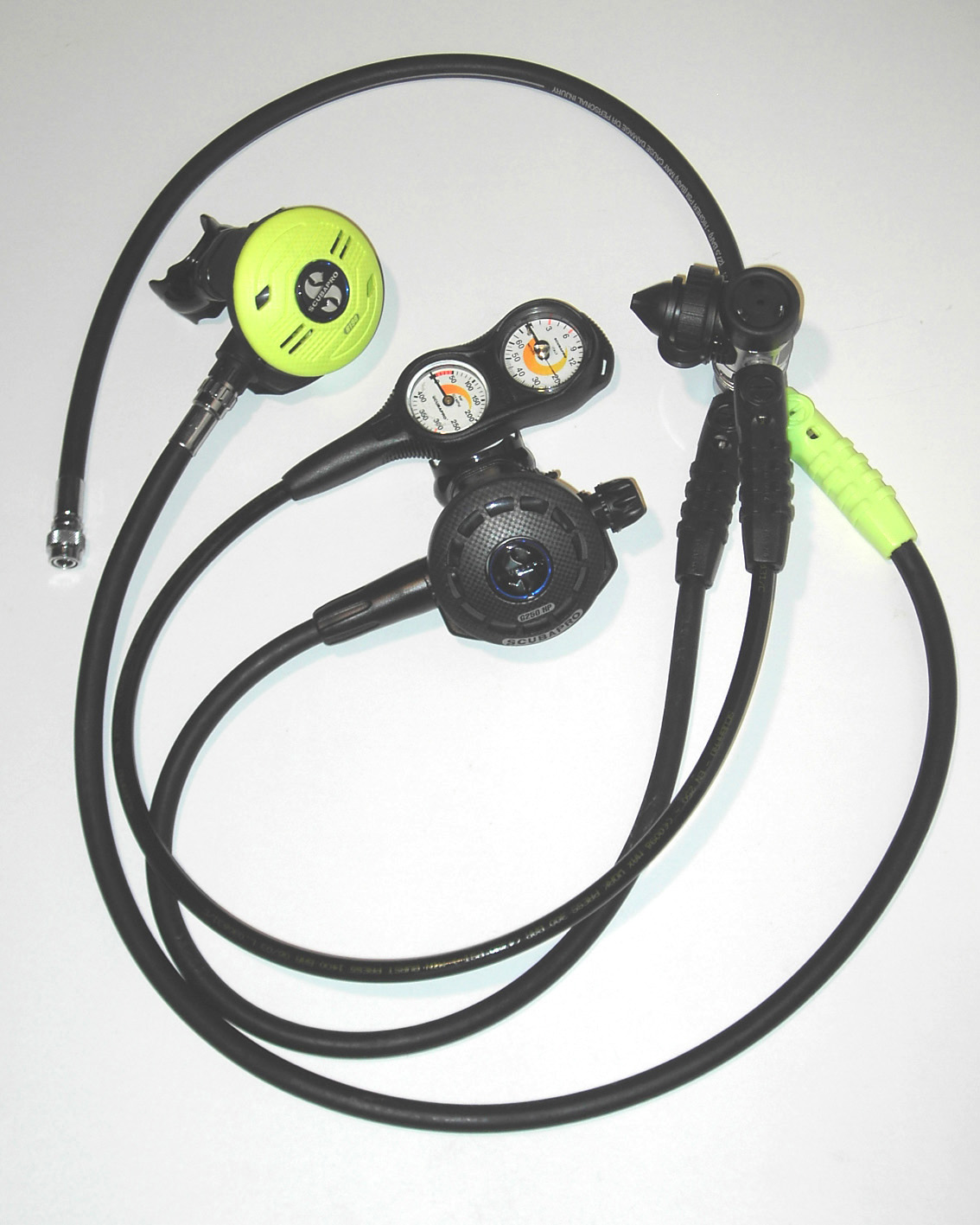
El regulador junto con la botella forman la llamada escafandra autónoma.

Lo suelen poseer únicamente los buceadores más experimentados.
- Chaleco : Son unos chalecos hidrostáticos con sujeciones para la botella. Permiten equilibrar la flotabilidad a cualquier profundidad, y en superficie permite aumentar la flotabilidad y permanecer en la superficie sin esfuerzo. Es de gran utilidad en tareas de rescate y para ayudar a compañeros en apuros.[1]

Provistos de:
- Una tráquea de hinchado manual que deber ser de gran diámetro para permitir un rápido hinchado. Dicha tráquea la encontramos en el lado izquierdo del chaleco. Cuenta con botón de hinchado y botón de deshinchado.
- Válvulas de escape: lleva dos: una en la parte superior derecha en la parte de atrás y otra en la parte inferior. Llevan incorporado un tirador manual que permite el deshinchado del chaleco.
- Bolsas de aire: dentro del chaleco y situadas en los hombros y alrededor de la cintura.
- Botella de buceo: es el recipiente que contiene el aire a presión. Se fabrican en acero y en aluminio, siendo estas últimas más ligeras pero de menos resistencia y de tamaño ligeramente mayor. Tienen mayor problema de corrosión y son más difíciles de detectar que las botellas de acero. Suelen ser de fondo plano, lo que permite mantenerse de pie. Las botellas de acero son de mayor peso pero ligeramente de menor tamaño. Los problemas de corrosión son más fáciles de detectar. Su base es convexa, por lo que precisan de una bota o culote de goma para sostenerse de pie.

La presión de llenado puede variar dependiendo del país de utilización, pero en la mayoría de los casos suele ser de 200 kg/cm².
Hay que hacerles inspecciones visuales cada año y pruebas hidráulicas reglamentarias.
En el cuello de la botella deben ir grabados una serie de datos sobre la misma, como peso en vacío, capacidad, nombre del fabricante, contraseña de haber pasado la inspección del departamento oficial correspondiente, presión máxima de trabajo y la fecha en que pasó la última prueba hidráulica, expresada como mes y año.

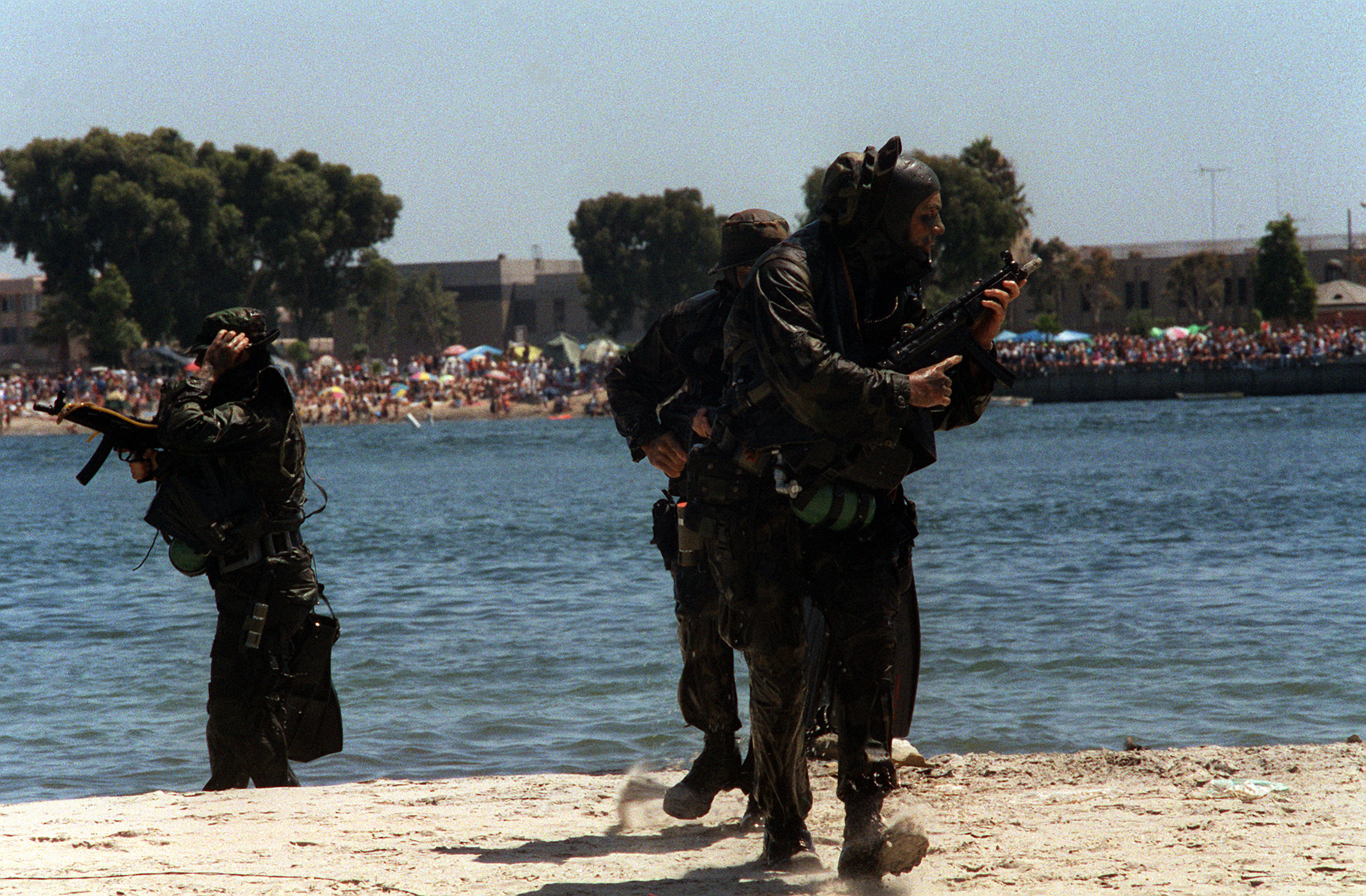
SEAL estadounidenses portando reguladores silenciosos. Nótese cómo todo la carga está en el pecho del buceador, dejando la espalda libre.

- Regulador: el que reduce la presión del aire de 200 o más atmósferas hasta la presión ambiente. Dependiendo de las legislaciones, puede ser simple o doble; en espeleobuceo siempre es doble. Siempre lleva un manómetro que indica la presión restante en la botella.

Puede ser de un cuerpo (que expulsa el aire por detrás) o de dos cuerpos (lo expulsa por delante), pero también existen modelos con escafandra completa, para poder hablar bajo el agua o que no expulsan aire, para trabajos fotográficos que no molesten a la fauna, y de operaciones especiales (que no hagan ruido ni dejen burbujas que puedan delatar su presencia.
- Casco: para espeleobuceo.
- Linterna: existen de diferentes potencias dependiendo de la profundidad y la inmersión que se realice. En espeleobuceo se llevan por duplicado y generalmente en el casco.
- Ordenador de buceo: se han impuesto al anterior conjunto formado por un reloj de buceo, un profundímetro y a veces una brújula, porque permiten planificar la inversión, realizarla de forma más segura (indica si la velocidad de ascenso es excesiva, el tiempo de aire que queda si se sigue a esa profundidad) y permite un aprovechamiento más grande del aire, pese a seguir unas reglas de buceo más estrictas. Son más caros que el conjunto de aparatos antes mencionados, pero mucho más útiles.
- Cable de retorno: se emplea sólo en espeleobuceo y sirve para encontrar el camino de vuelta sin pérdida de tiempo.